# Гомельский округ
Гомельский округ — единица административного деления Белорусской ССР, существовавшая с 8 декабря 1926 по июль 1930 года. Административный центр — город Гомель.
Первоначально включал 9 районов: Ветковский, Гомельский, Добрушский, Дятловичский, Краснобудский, Носовичский, Светиловичский, Уваровичский, Чечерский. 9 июня 1927 года в состав Гомельского округа вошло 8 районов упразднённого Речицкого округа: Брагинский, Василевичский, Горвальский, Комаринский, Лоевский, Речицкий, Хойникский, Холмечский.
4 августа 1927 в связи с укрупнением районов упразднены Василевичский, Горвальский, Добрушский, Дятловский, Краснобудский, Носовичский, Светиловичский и Холмечский районы и образован Тереховский район.
27 октября 1927 в состав Гомельского округа вошёл Буда-Кошелёвский район, переведённый из состава Бобруйского округа.
Упразднён в июле 1930, как и большинство округов СССР. Районы переданы в прямое подчинение БССР.
По данным переписи 1926 года численность населения составляла 408,1 тыс. чел. В том числе белорусы — 47,7 %; русские — 36,9 %; евреи — 11,2 %; украинцы — 2,1 %; поляки — 1,6 %.